# میاکونوجو، میازاکی
میاکونوجو شهری است در کشور ژاپن. این شهر در استان میازاکی و در جزیره کیوشو قرار گرفته است. 
جمعیت این شهر در سال ۲۰۰۳ میلادی برابر ۱۶۹۰۰۰ نفر برآورد شده است .